# Hurysa
Hurysa (arab. حورية ḥūriyya – wolna, ta co ma czarne oczy) – według religii muzułmańskich to wiecznie młode i piękne dziewice w raju stanowiące jedną z nagród dla zbawionych wiernych. Atrakcyjność hurys opisuje Koran:
A tych, którzy uwierzyli i czynili dobro, wprowadzimy do Ogrodów; gdzie w dole płyną strumyki. Będą oni tam przebywać na wieki, nieśmiertelni. Będą tam mieli małżonki bez skazy. I wprowadzimy ich do cienia cienistego. (4:57) 
Według hadisów hurysy, kobiety idealne, mają po 33 lata, są duchowo i cieleśnie nieskazitelne (czyste jak perły ukryte), są personifikacją dobrych uczynków z wypisanym na piersi imieniem Allaha. Są wiecznie piękne i młode, mogą odnawiać swoje dziewictwo. Każdy muzułmanin w ogrodzie Dżannah może mieć do 72 hurys i zależnie od jego woli będą one (lub nie będą) rodzić dzieci, osiągające pełną dojrzałość w ciągu godziny. Często uważane w literaturze islamu za alegorię mistycznych uniesień, rozumu i przymiotów Boga.
Christoph Luxemburg, badacz Koranu, wysunął tezę, że legenda o hurysach wzięła się z błędnego zrozumienia słowa hur, które przetłumaczono z arabskiego jako hurysy, podczas gdy po syriacku oznacza to białe rodzynki.

## Hurysy w kulturze Zachodu
Hurysy zostały wspomniane w poemacie Juliusza Słowackiego „Beniowski” (Pieśń III):
Juz widział dziesięć przynajmniéj Andromed

Do skał przykutych srogimi żelazy,

Z warkoczem, który wisi jak u komet –

Miłe nadzwyczaj w młodości obrazy!

Młodość albowiem świeża – jak Mahomet

Panteistyczną jest i wszystkie głazy

Zmienia w kobiety, w ogień topi kruszce,

Huryski widzi zamiast ziarnek w gruszce.
Do tego motywu odwołuje się również Jacek Kaczmarski w piosence Źródło wszelkiego zła:
Unicestwić, pozarzynać,

Wobec śmierci się nie wahać

Biorąc z sobą poganina

W wielkim hołdzie dla Allacha.

By pijane rozpasanie

Wieczność trwało w tamtym świecie -

Trup z hurysą na kolanie

Prorokowi służył przecież!